# 박찬모

포스텍 제4대 박찬모 총장

박찬모(朴贊謨, 1935년 4월 3일 - )는 컴퓨터과학자이며 제4대 포항공과대학교 총장으로 재직했다. 임기는 2003년 9월 1일에 시작하였으며 2007년 8월 31일에 끝났다. 전임총장은 정성기(전 포스텍 화학과 교수)이다. 현재는 평양과기대의 명예총장직을 맡고 있다. 2021년 대한민국국적을 회복하였다.

## 학력
- 메릴랜드대학교, 공학박사, 1969년
- 메릴랜드대학교, 공학석사, 1964년
- 서울대학교, 화학공학과 학사, 1958년

## 약력
- 2011 - 현재 : 평양과기대 명예총장[1]
- 2009 - 2010 : 한국연구재단 이사장
- 2008 - 2009 : 대통령실 과학기술특별보좌관
- 2003 - 2007 : 포항공과대학교 총장
- 2002 - 2003 : 포항공과대학교 총장직무대행
- 2000 - 2003 : 포항공과대학교 대학원 원장
- 1999 - 2007 : 중국심양 발해대학 객원교수
- 1997 - 1998 : University of Maryland Asian Division 일본분교 초빙교수
- 1996 - 현재 : 중국 연변 과학기술대학교 객원교수
- 1994 - 현재 : 중국 심양 동북대학교 객원교수
- 1994 - 1997 : 포항공과대학교 소프트웨어기술연구센터 소장
- 1991 - 1994 : 포항공과대학교 정보통신대학원 원장
- 1990 - 2007 : 포항공과대학교 컴퓨터공학과 교수('90-'94학과주임)
- 1985 - 1986 : 미국 Boston Univ. 해외분교 (서독) 초빙교수
- 1982 - 1989 : 미국 Catholic Univ. of America 전산학과 교수 겸 학과주임
- 1979 - 1982 : 미국 Catholic Univ. of America 전산학과 부교수
- 1976 - 1979 : 미국 National Biomedical Research Foundation Sr. Research Scientist
- 1973 - 1976 : 한국과학기술원 전자계산학과 부교수
- 1969 - 1972 : 미국 Univ. of Maryland 전산학과 조교수
- 1964 - 1969 : 미국 Univ. of Maryland Computer Science Ctr. 연구원[2]

## 학술활동
- 2006 - 2007 : 동아시아연구중심대학협의회(AEARU) 회장
- 2004 - 2007 : 한국공학교육인증원 원장
- 2000 - 2004 : 통일 IT포럼 회장
- 1997 - 1999 : 국제컴퓨터시뮬레이션학회 아태지역 위원장
- 1996 - 1997 : 한국컴퓨터그래픽스학회 회장
- 1995 - 현재 : 한국과학기술 한림원 종신회원 (Fellow)
- 1994 - 2007 : 국제정보처리연합회(IFIP) 교육위원회(TC3) 한국대표
- 1993 - 1993 : 한국정보과학회 회장
- 1991 - 1992 : 한국시뮬레이션 학회 회장 (현재 고문)
- 1988 - 1990 : 재미한인 정보과학기술자 협회 회장 (현재 고문)
- 1984 - 1985 : 재미한국과학기술자 협회 회장
- 1979 - 현재 : 미국 Pattern Recognition 학술지편집위원

## 상훈
- 1986 : 대한민국 국민훈장 동백장 수상
- 2018 : 도산교육상

## 주요 연구분야
주요 연구 분야는 Digital Image Processing, Computer Graphics, Computer Vision
System Simulation, Virtual Reality, 북한의 정보기술이다.